# Toyoake
Toyoake (Japans: 豊明市, Toyoake-shi) is een stad in de Japanse prefectuur Aichi. De oppervlakte van deze stad is 23,18 km² en eind 2009 had de stad ruim 69.000 inwoners.
In Toyoake staat de grootste bloemenveiling van Japan.

## Geschiedenis
Toyoake is de locatie van de "Slag van Okehazama". Op 19 mei 1560 vocht Imagawa Yoshimoto met 25.000 man tegen Oda Nobunaga met ruim 3.000 man. Door een onverwachte regenbui kreeg Nobunaga een voordeel en sneuvelde Yoshimoto al snel. Nobunaga legde hier de basis voor de unificatie van Japan.
Toyoake werd op 1 augustus 1972 een stad (shi).

## Verkeer
Toyoake ligt aan de Nagoya-hoofdlijn van de Nagoya Spoorwegmaatschappij (Meitetsu).
Toyoake ligt aan de Isewangan-autosnelweg, aan de nationale autowegen 1 en 23 en aan de prefecturale autoweg 57.

## Bezienswaardigheden
- Sogenji-tempel, in het bijzonder het poortgebouw
- Ichinogozen-schrijn, met een bron waarvan het water vrouwen een gemakkelijke(r) bevalling zou geven
- Kamakura Kaido, restanten van een oude weg aan de voet van de Futamurayama
- Futamurayama, een heuvel met observatiepunt

## Partnersteden
Toyoake heeft een stedenband met
- Shepparton, Australië

## Aangrenzende steden
- Kariya
- Nagoya
- Obu